# Gallarate
Gallarate é uma comuna italiana da região da Lombardia, província de Varese, com cerca de 46.262 habitantes. Estende-se por uma área de 20 km², tendo uma densidade populacional de 2313 hab/km². Faz fronteira com Arsago Seprio, Besnate, Busto Arsizio, Cardano al Campo, Casorate Sempione, Cassano Magnago, Cavaria con Premezzo, Samarate.

## Demografia
| Variação demográfica do município entre 1861 e 2011                               |
|                                                                                   |
| Fonte: Istituto Nazionale di Statistica (ISTAT) - Elaboração gráfica da Wikipedia |